# NAI NAI NAI
「NAI NAI NAI」（ナイナイナイ）は、Lily's Blowの楽曲。2017年2月1日にLily's Blowの1枚目のシングルとしてビーイングから発売された。

## 解説
Lily's Blowは、2016年に開催された「映画主題歌 女性シンガーオーディション 〜Future Girls Audition〜」にて、応募総数1万人以上の中からグランプリを受賞した菜々（NANA）のソロプロジェクト。メジャーデビュー作となった本作は、KADOKAWA配給映画『傷だらけの悪魔』主題歌。
発売形態は通常盤（CD）と傷だらけの悪魔盤（CD＋DVD）の2種類で、傷だらけの悪魔盤のジャケットには同映画の原作者、澄川ボルボックスが描き下ろした滝沢菜々のイラストが使用されている。通常盤のジャケットは同じ構図で、NANAの実写バージョンとなる。傷だらけの悪魔盤のDVDに収録されているミュージックビデオは同映画でNANAが演じた滝沢菜々のサイドストーリーが描かれたスピンオフMVで、同映画の出演者である足立梨花、江野沢愛美、加弥乃、小南光司などが出演している。

## メディアでの使用
NAI NAI NAI
映画『傷だらけの悪魔』主題歌。NANAは同映画に滝沢菜々役で出演し、映画初出演を果たした。劇中にも滝沢菜々による歌唱シーンが収められている。
Who is the Devil?
映画『傷だらけの悪魔』イメージソング。

## シングル収録トラック
| #  | タイトル                            | 作詞・作曲・編曲 | 時間 |
| -- | ----------------------------------- | ---------------- | ---- |
| 1. | 「NAI NAI NAI」                     | 近藤ひさし       | 3:56 |
| 2. | 「Who is the Devil?」               | 近藤ひさし       | 3:28 |
| 3. | 「NAI NAI NAI」(instrumental)       |                  |      |
| 4. | 「Who is the Devil?」(instrumental) |                  |      |

| #  | タイトル                                 | 作詞 | 作曲・編曲 |
| -- | ---------------------------------------- | ---- | ---------- |
| 1. | 「NAI NAI NAI」(Short Movie Music Video) |      |            |

## レコーディング参加
- NANA - ボーカル
  - AYUMI - ギター、コーラス
  - SORAO - ギター
  - RIE - ベース
  - NAO - キーボード
  - AMI（Chelsy） - ドラム
  - Mar.na - コーラス